# Museo d'arte moderna di San Paolo
Il Museo d'Arte Moderna di San Paolo (in portoghese Museu de Arte Moderna de São Paulo), acronimo MAM, è uno dei principali musei della metropoli brasiliana di San Paolo. Situato all'interno del Parco Ibirapuera, in un edificio che fa parte del complesso architettonico progettato da Oscar Niemeyer nel 1954 e ristrutturato da Lina Bo Bardi nel 1982 per ospitare il museo. È un'istituzione di interesse pubblico della società civile senza scopo di lucro, il cui obiettivo è preservare, promuovere e ampliare il patrimonio artistico, diffondere l'arte moderna e contemporanea e organizzare mostre e attività culturali ed educative.

## Storia
Il museo fu fondato da Francisco Matarazzo Sobrinho, detto Ciccillo, nel 1948, in concomitanza con la nascita del Museo d'arte moderna di Rio de Janeiro, ispirato al Museum of Modern Art di New York (MoMA), in un ambiente di grande effervescenza culturale e di progresso socio-economico che caratterizzava il Brasile degli anni Quaranta. Nel corso della sua storia, il MAM si è distinto per il suo attivo programma culturale e per le importanti iniziative intraprese per affermare e diffondere l'arte moderna nella società brasiliana, tra cui la creazione della Biennale di San Paolo. Nei suoi primi anni di vita, il MAM ha costituito una notevole collezione d'arte, con opere di alcuni dei più importanti nomi nazionali e internazionali delle arti visive del XX secolo.
Tuttavia, successive crisi istituzionali e difficoltà finanziarie hanno portato il fondatore a rompere con il consiglio di amministrazione del museo, determinandone la chiusura temporanea e la donazione di tutti i suoi beni all'Università di San Paolo (che li espose come collezione principale del suo Museo d'Arte Contemporanea). Il MAM ha quindi iniziato un processo di ristrutturazione e ricomposizione della sua collezione che, nonostante il nome, si concentra ora sull'arte contemporanea. Rimane un importante punto di riferimento nella vita culturale del Paese.

## Descrizione
La collezione comprende più di 5.000 pezzi, la maggior parte dei quali prodotti da artisti brasiliani attivi dagli anni Sessanta in avanti. Il museo gestisce il Giardino delle Sculture, uno spazio di 6.000 metri quadrati progettato da Roberto Burle Marx, dove le opere della collezione sono esposte all'aperto. Dispone di una delle più grandi biblioteche d'arte specializzate di San Paolo, con oltre 60.000 volumi, e di un proprio dipartimento editoriale, responsabile della pubblicazione di cataloghi e della rivista trimestrale Moderno. Dal 1969 organizza la mostra biennale Panorama da Arte Atual Brasileira, una delle mostre periodiche più tradizionali del Paese e un importante strumento per l'ampliamento della collezione.